# Рамальетс, Антони
Антони Рамальетс Симон (исп. Antoni Ramallets Simón, род. 1 июля 1924, Барселона, Испания — ум. 30 июля 2013, Вильяфранка-дель-Пенедес, Испания) — испанский футболист (вратарь), а также менеджер и тренер испанских клубов.
Провёл большую часть своей карьеры в «Барселоне» в 1950-х и начале 1960-х годов, выиграв Трофей Саморы как лучший вратарь в Ла Лиге 5 раз (это достижение повторил через полвека, в 2012 году Виктор Вальдес), и получив 17 основных клубных трофеев.
Рамальетс представлял Испанию на чемпионате мира 1950 года. В 1960-х получил несколько трофеев как менеджер, в частности, выиграв два главных трофеев с «Реал Сарагоса».

## Клубная карьера
Родился в Барселоне, Каталония; подписал контракт с «Барселоной» в 1947 году в возрасте 23 лет, из клуба «Реал Вальядолид», где он также провёл свой первый сезон после продажи на правах аренды. Он вернулся в клуб, дебютировав в Ла Лиге в матче против «Севильи» 28 ноября 1948 года, закончившимся победой со счётом 2:1. Хотя это было его единственное появление в течение сезона, он в конце концов стал игроком основы, являясь неотъемлемой частью обороны, как его команда — тогда «Клуб де Футбол Барселона» (по завершении Гражданской войны в условиях диктатуры Франко футбольным клубам запретили использовать неиспаноязычные названия, в результате команда была в 1941 году вынуждена сменить название со старого, англоязычного Football Club Barcelona на «правильное» испанское Club de Fútbol Barcelona) — продолжал выигрывать лигу (6 раз) и внутренние кубки (5 раз), а в сезоне 1951-52, в котором «Барса» выиграла пять главных трофеев, он играл в 28 матчах чемпионата, и в первый раз получил приз Трофей Саморы.
К 1950 году Антони был видным членом клуба «Барселона», которая также включала таких звёзд как Жоана Сегарра, Мариано Гонсальво Фалькона, Ласло Кубала, Шандор Кочиш, Эваристо де Маседо, Луис Суарес, Золтан Цибор и другие. За время выступления за «Барсу» он сыграл в 538 матчах, в том числе 288 матчей в различных лигах национальных чемпионатах.
На закате карьеры игрока, в 1961 году, в финале Кубка чемпионов 1961 против «Бенфики» при счёте 1:1 36-летний капитан команды Рамальетс забил автогол, и матч закончился поражением 2:3.
После 1962 года Рамальетс стал тренером, за 7 лет тренерской карьеры сменил 7 мест работы и 6 клубов.

## Международная карьера
За 11 лет Рамальетс сыграл 35 игр за Испанию, дебютировав против Чили 29 июня 1950 года во время чемпионата мира по футболу 1950 года в Бразилии. Во время турнира он получил прозвище «Кот из Маракана».
Также сыграл семь игр за неофициальную каталонскую сборную.

## Семья
Супруга Пакита Домингес, две дочери.

## Статистика выступлений

### Клубная статистика
| Выступление      | Выступление      | Выступление      | Лига | Лига | Кубок страны | Кубок страны | Еврокубки | Еврокубки | Другие | Другие | Итого | Итого |
| Клуб             | Лига             | Сезон            | Игры | Голы | Игры         | Голы         | Игры      | Голы      | Игры   | Голы   | Игры  | Голы  |
| ---------------- | ---------------- | ---------------- | ---- | ---- | ------------ | ------------ | --------- | --------- | ------ | ------ | ----- | ----- |
| Мальорка         | Сегунда          | 1944/45          | 13   | -29  | 0            | -0           | —         | —         | —      | —      | 13    | -29   |
| Мальорка         | Сегунда          | 1945/46          | 26   | -39  | 1            | -1           | —         | —         | —      | —      | 27    | -40   |
| Мальорка         | Итого            | Итого            | 39   | -68  | 1            | -1           | 0         | -0        | 0      | -0     | 40    | -69   |
| Барселона        | Примера          | 1947/48          | 0    | -0   | 0            | -0           | —         | —         | —      | —      | 0     | 0     |
| Барселона        | Примера          | 1948/49          | 1    | -1   | 1            | -1           | —         | —         | 0      | -0     | 2     | -2    |
| Барселона        | Примера          | 1949/50          | 16   | -26  | 2            | -6           | —         | —         | 1      | -7     | 19    | -39   |
| Барселона        | Примера          | 1950/51          | 20   | -38  | 7            | -4           |           | -         | —      | —      | 27    | -42   |
| Барселона        | Примера          | 1951/52          | 28   | -40  | 7            | -9           | 2         | -2        | 1      | -2     | 38    | -53   |
| Барселона        | Примера          | 1952/53          | 27   | -41  | 7            | -3           | —         | —         | —      | —      | 34    | -44   |
| Барселона        | Примера          | 1953/54          | 6    | -6   | 1            | -3           | —         | —         | —      | —      | 7     | -9    |
| Барселона        | Примера          | 1954/55          | 29   | -39  | 4            | -5           | —         | —         | —      | —      | 33    | -44   |
| Барселона        | Примера          | 1955/56          | 29   | -24  | 4            | -9           | 2         | -3        | —      | —      | 35    | -36   |
| Барселона        | Примера          | 1956/57          | 29   | -35  | 7            | -8           | —         | —         | —      | —      | 36    | -43   |
| Барселона        | Примера          | 1957/58          | 22   | -24  | 6            | -8           | 3         | -5        | —      | —      | 31    | -37   |
| Барселона        | Примера          | 1958/59          | 28   | -22  | 8            | -8           | 1         | -1        | —      | —      | 37    | -31   |
| Барселона        | Примера          | 1959/60          | 27   | -24  | 5            | -8           | 14        | -13       | —      | —      | 46    | -45   |
| Барселона        | Примера          | 1960/61          | 26   | -36  | 3            | -6           | 13        | -17       | —      | —      | 42    | -59   |
| Барселона        | Итого            | Итого            | 288  | -356 | 62           | -78          | 35        | -41       | 2      | -9     | 387   | -484  |
| Всего за карьеру | Всего за карьеру | Всего за карьеру | 327  | -424 | 63           | -79          | 35        | -41       | 2      | -9     | 427   | -553  |

## Награды и трофеи

### Игрок
Клубные трофеи («Барселона»):
- Ла Лига: 1947-48, 1948-49, 1951-52, 1952-53, 1958-59, 1959-60
- Копа дель Рей: 1950-51, 1951-52, 1952-53, 1956-57, 1958-59
- Кубок Эвы Дуарте: 1948, 1952, 1953
- Кубок ярмарок: 1955-58, 1958-60
- Латинский кубок: 1952

Индивидуальные трофеи:
- Трофей Саморы: 1951-52, 1955-56, 1956-57, 1958-59, 1959-60

### Тренер
«Сарагоса»:
- Копа дель Рей: 1963-64
- Кубок ярмарок: 1963-64

## Смерть
Антони Рамальетс умер в своём доме недалеко от Барселоны 31 июля 2013 года, в возрасте 89 лет.